# Assemblée constituante de Lituanie

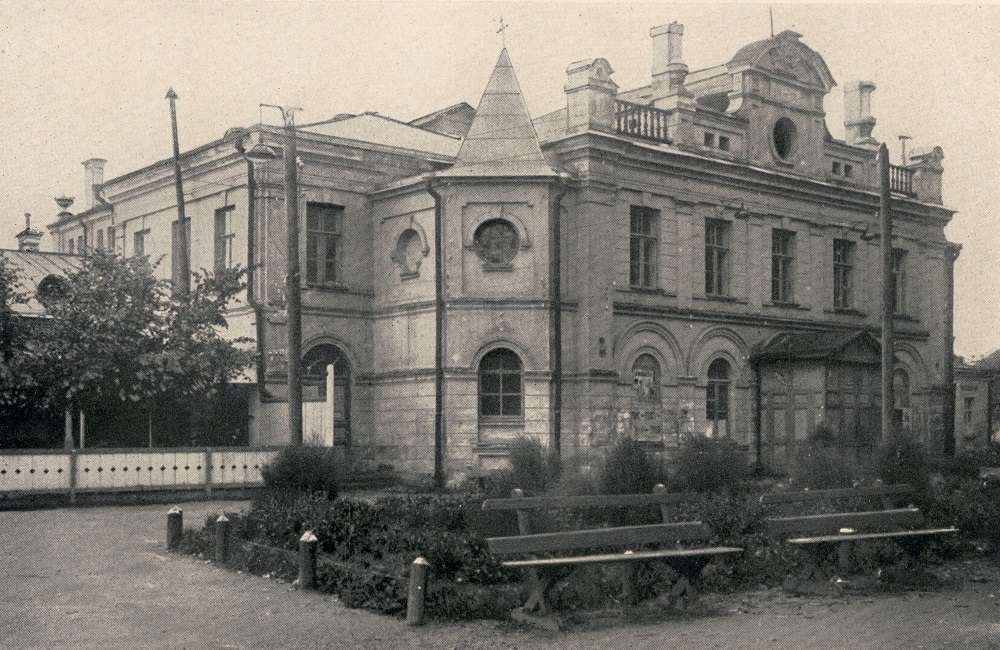
Théâtre municipal de Kaunas où, le 15 mai 1920, s'est ouverte la première session de l'Assemblée constituante de Lituanie.

L'assemblée constituante de Lituanie (lituanien : Steigiamasis Seimas) est une assemblée créée en mai 1920 célèbre pour avoir approuvé une constitution transformant le pays en une république.